# Roland Clara
Roland Clara (Bruneck, 8 maart 1982) is een Italiaanse langlaufer. Hij vertegenwoordigde zijn vaderland op de Olympische Winterspelen 2010 in Vancouver.

## Carrière
Bij zijn wereldbekerdebuut, in maart 2005 in Lahti, scoorde Clara direct zijn eerste wereldbekerpunten. Een jaar later behaalde de Italiaan in Oslo zijn eerste toptienklassering. In de slotetappe van de Tour de Ski 2010/2011 stond Clara voor het eerst in zijn carrière op het podium van een wereldbekerwedstrijd, in het eindklassement van de Tour de Ski eindigde hij op de vijfde plaats.
Clara nam in zijn carrière driemaal deel aan de wereldkampioenschappen langlaufen. Zijn beste individuele klassering behaalde de Italiaan op de 30 kilometer achtervolging op de wereldkampioenschappen langlaufen 2009 in Liberec, op dat toernooi eindigde hij samen Valerio Checchi, Pietro Piller Cottrer en Giorgio Di Centa als vierde op de estafette.
Tijdens de Olympische Winterspelen van 2010 in Vancouver eindigde Clara als zesendertigste op de 50 kilometer klassiek.

## Resultaten

### Olympische Winterspelen
| Jaar | Plaats    | Resultaten                  |
| ---- | --------- | --------------------------- |
| 2010 | Vancouver | 36e 50 km (klassieke stijl) |

### Wereldkampioenschappen
| Jaar | Plaats  | Resultaten                                                              |
| ---- | ------- | ----------------------------------------------------------------------- |
| 2007 | Sapporo | 21e 30 km achtervolging 9e 4x10 km estafette                            |
| 2009 | Liberec | 27e 15 km (klassieke stijl) 5e 30 km achtervolging 4e 4x10 km estafette |
| 2011 | Oslo    | 7e 30 km achtervolging 28e 50 km (vrije stijl) 5e 4x10 km estafette     |

### Wereldbeker

#### Eindklasseringen
| Seizoen   | Algm | DI  | SP  | TdS |
| --------- | ---- | --- | --- | --- |
| 2004/2005 | 70e  | 45e | -   |     |
| 2005/2006 | 80e  | 54e | -   |     |
| 2006/2007 | 58e  | 34e | -   | -   |
| 2007/2008 | 48e  | 29e | 97e | -   |
| 2008/2009 | 39e  | 24e | -   | 27e |
| 2009/2010 | 46e  | 38e | -   | 21e |
| 2010/2011 | 15e  | 14e | 95e | 5e  |